# Strophaeus sebastiani
Strophaeus sebastiani là một loài nhện trong họ Barychelidae. Loài này phân bố ờ Panama.